# Riz gras
Il riz gras è un piatto comune ai paesi dell'Africa occidentale a base di riso cucinato in uno stufato di carne e pomodoro.
In Burkina Faso viene consumato durante le festività ed è associato alla classe benestante del paese. La pietanza sembrerebbe derivare dall'omologo thieboudienne senegalese, tuttavia, a differenza di quest'ultimo che include quantità abbondanti di carne e pesce, il riz gras risulta meno elaborato e contiene solo carne e verdure. Un riz gras di buona qualità richiede ingredienti di alta fattura e numerosi prodotti in scatola. Il riso viene cotto nel sugo degli altri ingredienti e viene servito con carne e verdure al di sopra di esso.